# Мокра Бугурна
Мокра Бугурна (рос. Мокрая Бугурна) — село в Цильнинському районі Ульяновської області Російської Федерації.
Населення становить 563 особи. Входить до складу муніципального утворення Мокробугурнинське сільське поселення.

## Історія
Від 2004 року входить до складу муніципального утворення Мокробугурнинське сільське поселення.

## Населення
| 2010 |
| ---- |
| 563  |